# Массалітінов Микола Осипович
Микола Осипович Массалітінов (1880—1961) — російський та болгарський театральний діяч, актор, режисер, педагог, народний артист Народної Республіки Болгарія (1948).
Сестра — Массалітінова Варвара Йосипівна.

## Життєпис
Микола Массалітінов народився 24 лютого 1880 року в місті Єлець Орловської (нині Липецької області Російської Федерації.
Дитинство і юність пройшли в Томську, гімназистом Массалітінов брав участь в аматорських виставах. У 1900 році вступив на медичний факультет Томського університету, за участь у студентській демонстрації був виключений з університету. Перейшов до Технологічного інституту, але був з тієї ж причини виключений і звідти. У 1904 році за порадою сестри (до того часу актриси Малого театру) переїхав до Москви. В 1907 році закінчив школу Малого театру (педагог А. А. Федотов). Присутні на випускному спектаклі училища Костянтин Станіславський і Володимир Немирович-Данченко запросили його до Московського художнього театру.
У 1913—1916 роках керував спільно з Миколою Александровим і Миколою Подгорним приватною школою драматичного мистецтва («Школа трьох Микол»), що послужила основою 2-ї студії МХТ.
У червні 1919 року «качаловська група», до складу якої входив Микола Массалітінов, в результаті Громадянської війни виявилася відрізаною від Москви. Після виступів у Харкові, Одесі, Катеринодарі, Тбілісі, Батумі «качаловська група» «Вишневим садом» відкрила гастролі в Софії 20 жовтня 1920 року.
З 18 січня 1921 року виступи продовжилися в Белграді, Загребі, Любляні, потім у Празі. Після повернення частини групи до Москви Массалітінов з рештою акторами грав у складі Празької трупи, очолюваної Марією Германовою, в Міському театрі.
Він постійно робив деякі спроби повернутися на батьківщину і свій МХТ, в архівах збереглося його листування з Володимиром Немировичем-Данченко, але все виявилося марно. Однак з листування з іншими акторами стає ясно, що і в Москві в найпопулярніших та нагороджуваних акторів далеко не все складалося благополучно, хоча, звичайно, це не можна порівнювати з умовами вимушеної еміграції.
 Наталія Вагапова, історик театру, автор книги «Російська театральна еміграція» в Центральній Європі і на Балканах", С-Петербург, видавництво" Алетейя":
|  | Звичайно, якщо говорити про такі імена, як Качалов, Кніппер-Чехова, Москвін, природно, вони процвітали, в загальному, більш-менш робили в тих межах, в яких це було можливо в радянській Росії, вони робили те, що вони хотіли. Але, тим не менш, може бути, це занадто смілива з мого боку заява, я не історик МХАТу, але я вам сказала, що в 30-ті роки Празька група йде під ухил. Якщо ми візьмемо лист Кніппер-Чехової, вже старенької, яка вже майже не грає, відверте дружній лист Массалітінову, який вона йому написала від руки, просто як старому другу. Воно публікується. Вона пише про те, що як сумно те, що відбувається зараз в її рідному театрі. Вони були як пташки в золотій клітці, напевно. Кожен в житті вибирає свою долю. Я так намагалася собі уявити. Не будемо говорити про наших великих старих, які все ж таки були обласкані радянською владою, жили в кращих санаторіях, їх обслуговували чудові лікарі, вони до глибокої старості могли грати, поки могли грати, тут гріх скаржитися. |

У 1924 році Массалітінов створив приватну театральну школу в Берліні, а з 1925 року жив і працював у Болгарії.
Помер Микола Массалітінов 22 березня 1961 року в Софії.

## Визнання і нагороди
- Народний артист Народної Республіки Болгарія (1948)
- Лауреат Димитровської премії (1950)

## Творчість

### Актор
- МХТ
  - «Лихо з розуму» — Скалозуб

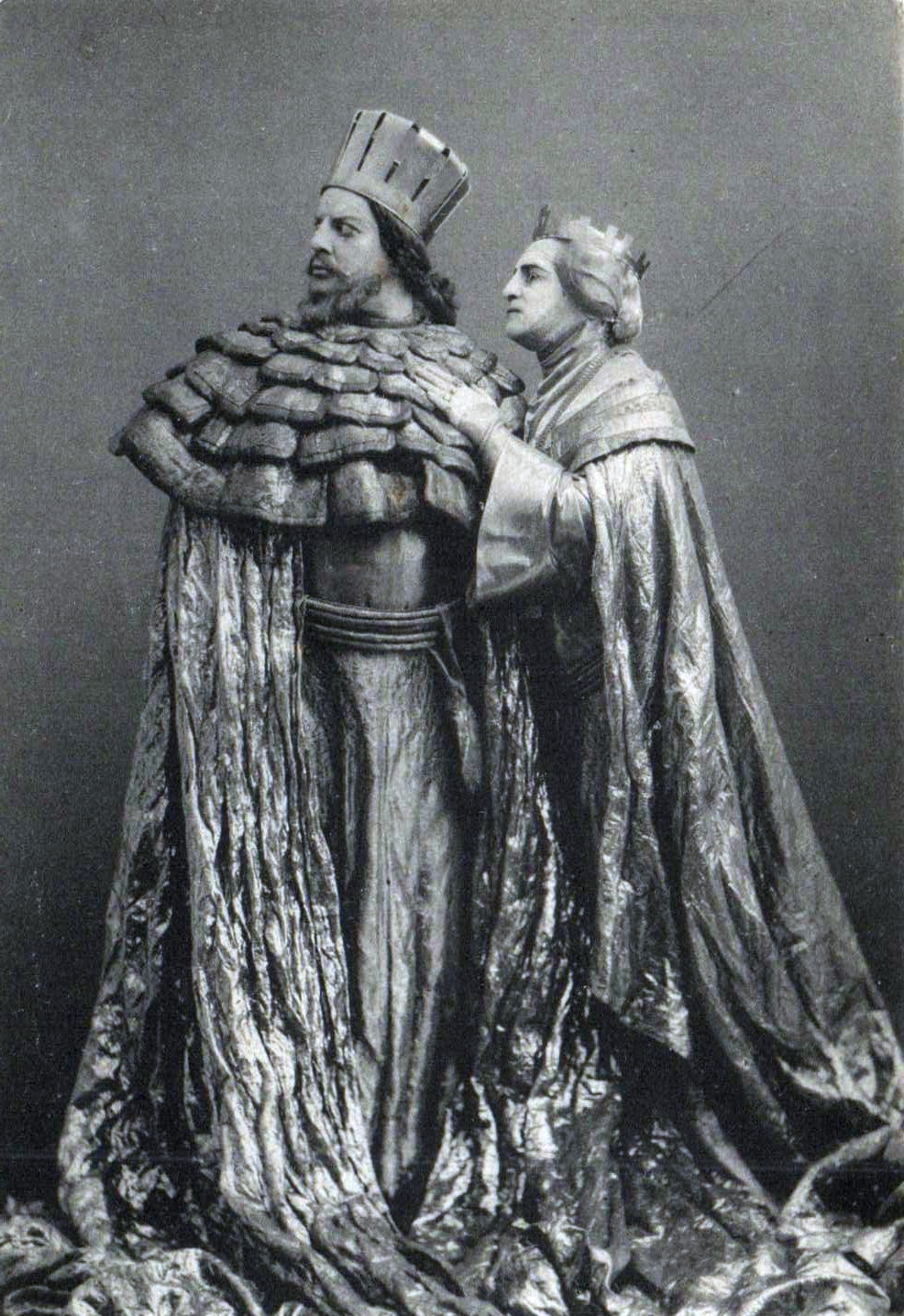
Микола Массалітінов у ролі Клавдія і Ольга Кніппер в ролі Гертруди. Вистава «Гамлет» Московського Художнього театру, 1912

  - «На всякого мудреця досить простоти» — Городулін
  - «Місяць в селі» — Іслаєв
  - «Де тонко, там і рветься» — Станіцин
  - «Вишневий сад» — Лопахін
  - «Три сестри» — Солоній
  - «Дядя Ваня» — Війницький
  - «Борис Годунов» Олександра Пушкіна — князь Воротинський, князь Курбський
  - «Життя людини» Леоніда Андрєєва — Батько
  - «Синій птах» Моріса Метерлінка — Батько, Бук
  - «Ревізор» Миколи Гоголя — Уховертов
  - «Гамлет» Вільяма Шекспіра, 1911 — Клавдій
  - «Де тонко, там і рветься» Івана Тургенєва, 1912 — Станіцин
  - «Микола Ставрогін» за Федором Достоєвським, 1913 — Шатов
  - «Смерть Пазухіна» за Михайлом Салтиковим-Щедріним, 1914) — Живновський
  - «Село Степанчиково» за Федором Достоєвським, 1917 — Ростанєв
- Болгарські театри
  - «Перед заходом сонця» Гауптмана — Матіас Клаузен
  - «Тартюф» — Тартюф

### Режисер
- «Дванадцята ніч» В. Шекспіра (1925)
- «Майстри» Р. Стоянова (1927)
- «Албена» І. Йовкова (1929)
- «Горі від розуму» О. Грибоєдова (1930)
- «Мільйонер» В. Йовкова (1930)
- «Бідність не порок» М. Островського (1932)
- «На дні» М. Горького (1932)
- «Над прірвою» І. Вазова (1934)
- «Престол» І. Вазова (1934)
- «Звичайна людина» І. Йовкова (1936)
- «Безприданниця» М. Островського (1937)
- «Принц Гомбургский» Р. Клейста (1942)
- "Гамлет"В. Шекспіра (1943)
- «Ернані» В. Гюго (1943)
- «Вороги» М. Горького (1944)
- «Боротьба триває» К. Кюлявкова (1946)
- «Три сестри» А. Чехова (1953)
- «Таланти і шанувальники» М. Островського (1955)